# YouTube Premium
YouTube Premium (попередня назва YouTube Red) — платний сервіс підписки, що пропонується YouTube; пропонується перегляд відео без реклами, перегляд відео в офлайні або у фоні, на мобільних пристроях, доступ до нового оригінального контенту.
17 травня 2018 року YouTube оголосили про ребрендинг сервісу YouTube Red як YouTube Premium разом із поверненням окремої служби підписки на YouTube Music.

## Див. також

Логотип YouTube Red в період з 2017 по 2018 рік.